# Бахматовцы
Бахма́товцы (укр. Бахматівці) — село в Хмельницком районе Хмельницкой области Украины.
Население по переписи 2001 года составляло 575 человек. Почтовый индекс — 31344. Телефонный код — 3822. Занимает площадь 1,837 км². Код КОАТУУ — 6825081001.

## Местный совет
31344, Хмельницкая обл., Хмельницкий р-н, с. Бахматовцы, ул. Дружбы Народов